# Staurodesmus megacanthus
Staurodesmus megacanthus  là một loài Song tinh tảo trong họ Desmidiaceae, thuộc chi Staurodesmus.